# C3orf22
C3orf22 (англ. Chromosome 3 open reading frame 22) – білок, який кодується однойменним геном, розташованим у людей на 3-й хромосомі. Довжина поліпептидного ланцюга білка становить 141 амінокислот, а молекулярна маса — 15 686.
| 10         |  | 20         |  | 30         |  | 40         |  | 50         |
| ---------- |  | ---------- |  | ---------- |  | ---------- |  | ---------- |
| MDSSACKKSH |  | QSKKWRIQAQ |  | ENFAKKFPYR |  | LSWLTEPDPE |  | PLQPWEVTND |
| SNTVQLPLQK |  | RLVPTRSIPV |  | RGLGAPDFTS |  | PSGSCPAPLP |  | APSPPPLCNL |
| WELKLLSRRF |  | PRQLAFLLST |  | RHTEAACPQT |  | SKAAGLSRGL |  | S          |

A: Аланін

C: Цистеїн

D: Аспарагінова кислота

E: Глутамінова кислота

F: Фенілаланін

G: Гліцин

H: Гістидин

I: Ізолейцин

K: Лізин

L: Лейцин

M: Метіонін

N: Аспарагін

P: Пролін

Q: Глутамін

R: Аргінін

S: Серин

T: Треонін

V: Валін

W: Триптофан

Задіяний у такому біологічному процесі, як альтернативний сплайсинг. 